# Gerolama Orsini
Gerolama Orsini (Roma, Estats Pontificis, 1503 - Piacenza, Ducat de Parma, 1570) fou una noble italiana que va esdevenir duquessa consort de Parma. Fou filla del comte Lluís Orsini de Pitigliano, descendent de la família Orsini, i de Giulia di Giacomo Conti.

## Núpcies i descendents
Es va casar el 1519 a la ciutat de Roma amb Pere Lluís Farnese, futur duc de Parma. D'aquesta unió nasqueren:
- Alexandre Farnese (1520-1589), cardenal
- Victòria Farnese (1521-1602), casada amb Guidubald II d'Urbino
- Octavi I de Parma (1524-1586), duc de Parma
- Ranuccio Farnese (1530-1556), cardenal

Un cop vídua va establir la seva residència a Piacenza, on morí el 1570.